# Lijst van afleveringen van The Wonder Years
Dit is een lijst met afleveringen van de Amerikaanse televisieserie The Wonder Years. De serie telt 6 seizoenen. Een overzicht van alle afleveringen is hieronder te vinden.

## Seizoen 1
| Nr. | Titel aflevering          | Uitzenddatum VS |
| --- | ------------------------- | --------------- |
| 1   | Wonder Years, the - Pilot | 31 januari 1988 |
| 2   | Swingers                  | 22 maart 1988   |
| 3   | My Father's Office        | 29 maart 1988   |
| 4   | Angel                     | 5 april 1988    |
| 5   | The Phone Call            | 12 april 1988   |
| 6   | Dance with Me             | 19 april 1988   |

## Seizoen 2
| Nr. | Titel aflevering                                              | Uitzenddatum VS  |
| --- | ------------------------------------------------------------- | ---------------- |
| 1   | Heart of Darkness                                             | 30 november 1988 |
| 2   | Our Miss White                                                | 7 december 1988  |
| 3   | Christmas                                                     | 14 december 1988 |
| 4   | Steady as She Goes                                            | 11 januari 1989  |
| 5   | Just Between Me and You and Kirk and Paul and Carla and Becky | 18 januari 1989  |
| 6   | Pottery Will Get You Nowhere                                  | 1 februari 1989  |
| 7   | Coda                                                          | 8 februari 1989  |
| 8   | Hiroshima, Mon Frere                                          | 15 februari 1989 |
| 9   | Loosiers                                                      | 28 februari 1989 |
| 10  | Walk Out                                                      | 7 maart 1989     |
| 11  | Nemesis                                                       | 14 maart 1989    |
| 12  | Fate                                                          | 28 maart 1989    |
| 13  | Birthday Boy                                                  | 11 april 1989    |
| 14  | Brightwing                                                    | 18 april 1989    |
| 15  | Square Dance                                                  | 2 mei 1989       |
| 16  | Whose Woods Are These?                                        | 9 mei 1989       |
| 17  | How I'm Spending My Summer Vacation                           | 16 mei 1989      |

## Seizoen 3
| Nr. | Titel aflevering                     | Uitzenddatum VS  |
| --- | ------------------------------------ | ---------------- |
| 1   | Summer Song                          | 3 oktober 1989   |
| 2   | Math Class                           | 10 oktober 1989  |
| 3   | Wayne on Wheels                      | 24 oktober 1989  |
| 4   | Mom Wars                             | 31 oktober 1989  |
| 5   | On the Spot                          | 7 november 1989  |
| 6   | Odd Man Out                          | 14 november 1989 |
| 7   | The Family Car                       | 21 november 1989 |
| 8   | The Pimple                           | 28 november 1989 |
| 9   | Math Class Squared                   | 12 december 1989 |
| 10  | Rock 'n Roll                         | 2 januari 1990   |
| 11  | Don't You Know Anything About Women? | 16 januari 1990  |
| 12  | The Powers That Be                   | 23 januari 1990  |
| 13  | She, My Friend and I                 | 6 februari 1990  |
| 14  | The St. Valentine's Day Massacre     | 13 februari 1990 |
| 15  | The Tree House                       | 20 februari 1990 |
| 16  | The Glee Club                        | 27 februari 1990 |
| 17  | Night Out                            | 13 maart 1990    |
| 18  | Faith                                | 27 maart 1990    |
| 19  | The Unnatural                        | 17 april 1990    |
| 20  | Goodbye                              | 24 april 1990    |
| 21  | Cocoa and Sympathy                   | 1 mei 1990       |
| 22  | Daddy's Little Girl                  | 8 mei 1990       |
| 23  | Moving                               | 16 mei 1990      |

## Seizoen 4
| Nr. | Titel aflevering                | Uitzenddatum VS   |
| --- | ------------------------------- | ----------------- |
| 1   | Growing Up                      | 19 september 1990 |
| 2   | Ninth Grade Man                 | 26 september 1990 |
| 3   | The Journey                     | 3 oktober 1990    |
| 4   | The Cost of Living              | 10 oktober 1990   |
| 5   | It's a Mad, Mad, Madeline World | 24 oktober 1990   |
| 6   | Little Debbie                   | 7 november 1990   |
| 7   | The Ties That Bind              | 14 november 1990  |
| 8   | The Sixth Man                   | 28 november 1990  |
| 9   | A Very Cutlip Christmas         | 12 december 1990  |
| 10  | The Candidate                   | 9 januari 1991    |
| 11  | Heartbreak                      | 23 januari 1991   |
| 12  | Denial                          | 30 januari 1991   |
| 13  | Who's Aunt Rose?                | 6 februari 1991   |
| 14  | Courage                         | 13 februari 1991  |
| 15  | Buster                          | 27 februari 1991  |
| 16  | Road Trip                       | 6 maart 1991      |
| 17  | When Worlds Collide             | 20 maart 1991     |
| 18  | Separate Rooms                  | 3 april 1991      |
| 19  | The Yearbook                    | 10 april 1991     |
| 20  | The Accident                    | 24 april 1991     |
| 21  | The House That Jack Built       | 1 mei 1991        |
| 22  | Graduation                      | 8 mei 1991        |
| 23  | The Wonder Years                | 15 mei 1991       |

## Seizoen 5
| Nr. | Titel aflevering          | Uitzenddatum VS  |
| --- | ------------------------- | ---------------- |
| 1   | The Lake                  | 2 oktober 1991   |
| 2   | Day One                   | 9 oktober 1991   |
| 3   | The Hardware Store        | 16 oktober 1991  |
| 4   | Frank and Denise          | 23 oktober 1991  |
| 5   | Full Moon Rising          | 30 oktober 1991  |
| 6   | Triangle                  | 6 november 1991  |
| 7   | Soccer                    | 20 november 1991 |
| 8   | Dinner Out                | 4 december 1991  |
| 9   | Christmas Party           | 11 december 1991 |
| 10  | Pfeiffer's Choice         | 18 december 1991 |
| 11  | Road Test                 | 8 januari 1992   |
| 12  | Grandpa's Car             | 15 januari 1992  |
| 13  | Kodachrome                | 29 januari 1992  |
| 14  | Private Butthead          | 5 februari 1992  |
| 15  | Of Mastodons and Men      | 12 februari 1992 |
| 16  | Double Double Date        | 26 februari 1992 |
| 17  | Hero                      | 11 maart 1992    |
| 18  | Lunch Stories             | 18 maart 1992    |
| 19  | Carnal Knowledge          | 25 maart 1992    |
| 20  | The Lost Weekend          | 8 april 1992     |
| 21  | Stormy Weather            | 22 april 1992    |
| 22  | The Wedding               | 29 april 1992    |
| 23  | Back to the Lake          | 6 mei 1992       |
| 24  | Broken Hearts and Burgers | 13 mei 1992      |

## Seizoen 6
| Nr. | Titel aflevering                           | Uitzenddatum VS   |
| --- | ------------------------------------------ | ----------------- |
| 1   | Homecoming                                 | 23 september 1992 |
| 2   | Fishing                                    | 30 september 1992 |
| 3   | Scenes from a Wedding                      | 7 oktober 1992    |
| 4   | Sex and Economics                          | 14 oktober 1992   |
| 5   | Politics as Usual                          | 21 oktober 1992   |
| 6   | White Lies                                 | 28 oktober 1992   |
| 7   | Wayne and Bonnie                           | 11 november 1992  |
| 8   | Kevin Delivers                             | 25 november 1992  |
| 9   | The Test                                   | 2 december 1992   |
| 10  | Let Nothing You Dismay                     | 16 december 1992  |
| 11  | New Years                                  | 6 januari 1993    |
| 12  | Alice in Autoland                          | 13 januari 1993   |
| 13  | Ladies and Gentlemen... the Rolling Stones | 27 januari 1993   |
| 14  | Unpacking                                  | 3 februari 1993   |
| 15  | Hulk Arnold                                | 10 februari 1993  |
| 16  | Nose                                       | 24 februari 1993  |
| 17  | Eclipse                                    | 3 maart 1993      |
| 18  | Poker                                      | 24 maart 1993     |
| 19  | The Little Women                           | 31 maart 1993     |
| 20  | Reunion                                    | 28 april 1993     |
| 21  | Summer                                     | 12 mei 1993       |
| 22  | Independence Day                           | 12 mei 1993       |